# Albarracina autumnalis
Albarracina autumnalis är en fjärilsart som beskrevs av Kruger 1939. Albarracina autumnalis ingår i släktet Albarracina och familjen tofsspinnare. Inga underarter finns listade i Catalogue of Life.